# Lista över personer som sprungit runt världen
Detta är en lista över personer som "sprungit runt världen", det vill säga runt hela jordklotet. Distansen är så enorm att alla som försökt har delat upp löpningen i ett flertal etapper över ett eller flera år. Den förste som anses ha klarat bedriften är Robert Garside, Storbritannien, som gjorde sin löpning från oktober 1997 till juni 2003.

## Löpningar världen runt som klarats av
| Namn             | Nationalitet   | Startdatum   | Slutdatum    | ref.        |
| ---------------- | -------------- | ------------ | ------------ | ----------- |
| Robert Garside   | Storbritannien | Oktober 1997 | Juni 2003    |             |
| Rosie Swale-Pope | Storbritannien | Oktober 2003 | Augusti 2008 |             |
| Jesper Olsen     | Danmark        | Januari 2004 | Oktober 2005 |             |
| Tristan Miller   | Australien     | 2009         | 2010         | [ 1 ] [ 2 ] |

## Planerade löpningar
| Namn                           | Nationalitet | Startdatum   | Förväntade slutdatum | ref.        |
| ------------------------------ | ------------ | ------------ | -------------------- | ----------- |
| Jesper Olsen (andra löpningen) | Danmark      | Juli 2008    | 2012                 |             |
| Tony Mangan                    | Irland       | Oktober 2010 | 2014                 |             |
| Cesar Guarin                   | Filippinerna | 1983         | 2016                 |             |
| Reza Baluchi                   | Iran         | -            | -                    | [ 2 ] [ 3 ] |